# Corriere dello Sport – Stadio
Corriere dello Sport – Stadio ist eine italienische, täglich erscheinende Sportzeitung. Sie ist nach der Gazzetta dello Sport und noch vor Tuttosport der meistgelesene Sporttitel des Landes. Corriere dello Sport – Stadio erscheint in einer landesweiten Ausgabe und sieben Regionalausgaben für Rom und das Latium, Bologna und Umgebung, Emilia-Romagna, die Toskana, Kampanien, Apulien, Sizilien sowie Sardinien. Chefredakteur ist Ivan Zazzaroni.

## Herausgeber
Herausgegeben wird Corriere dello Sport – Stadio von der Corriere dello Sport S.r.l., die wiederum SportNetwork gehört, dessen Direktor Roberto Amodei ist. Zur SportNetwork-Gruppe gehört ebenfalls Tuttosport.

## Inhalte
Die Zeitung widmet sich größtenteils dem Fußballsport, in etwa die Hälfte der Seiten gehört der Serie A, Platz findet aber auch die Serie B, die Serie C und auch die Serie D sowie Futsal, in Italien als Calcio a 5 bekannt. Im hinteren Teil sind meistens Berichte über den Motorsport, den Radsport, Basketball, Volleyball und viele weitere Sportarten zu finden.

## Auflage und Reichweite
Die verkaufte Auflage beträgt montags 295.139, an den restlichen Wochentagen 240.738 Exemplare. Gelesen wird Corriere dello Sport – Stadio von anderthalb Millionen Menschen, davon etwa 167.000 Frauen. Die Montagsauflage erreicht dabei 2,25 Millionen Leser, die anderen Ausgaben 1,37 Millionen.
Die Auflagenzahl erreichte 1978 einen Höhepunkt, landesweit wurden 752.000 Exemplare verkauft, davon im Süden 492.000 und im Norden 260.000.
Einen Verkaufsrekord mit 1.699.966 verkauften Exemplaren erzielte die Zeitung am Montag, dem 12. Juli 1982, nachdem die italienische Fußballnationalmannschaft Weltmeister geworden war. Dieser Rekord wurde erst 24 Jahre später durch die Gazzetta dello Sport gebrochen, als Italien 2006 seinen vierten Weltmeistertitel im Fußball errang.

## Internet
Corriere dello Sport – Stadio ist täglich ab 16 Uhr mit den gleichen Inhalten wie die gedruckte Ausgabe im Internet abrufbar, dazu ist eine einmalige kostenfreie Registrierung notwendig. Der Zugang zur Titelseite ist bereits ab 7 Uhr möglich.

## Geschichte
Corriere dello Sport – Stadio entstand 1977 aus einer Fusion zweier Zeitungen. Dies war zum einen Corriere dello Sport, gegründet am 20. Oktober 1924 in Bologna, das drei Mal in der Woche herauskam. Drei Jahre später zog die Redaktion nach Rom um, die Zeitung änderte ihren Namen in Il Littoriale und erschien täglich. Zweiter Fusionspartner war Stadio, gegründet 1945, Tageszeitung ab 1948 mit Sitz in Bologna. Corriere dello Sport, das dem Boxen viel Platz einräumte, und die Gazzetta, die sich dem Radsport widmete, fanden schnell landesweite Verbreitung, während Tuttosport und Stadio auf ihre Erscheinungsregion beschränkt blieben. Nach dem Ende des Zweiten Weltkrieges kehrte Il Littoriale zu seinem Ausgangsnamen Corriere dello Sport zurück.
Am 11. September 1977 kam es aufgrund einer Initiative des damaligen Besitzers des Corriere Francesco Amodei, zu einer Fusion von der in Rom erscheinenden Zeitung mit Stadio, das in Bologna erschien. So wollte man die Leserschaft aus dem Süden mit derjenigen aus dem Norden zusammenführen. Die neue Zeitung hieß entsprechend Corriere dello Sport – Stadio. Die Ausgaben wurden dabei mittels der Farbe des Titels unterschieden. Während im Norden das grüne Stadio im Vordergrund stand, war auf der Ausgabe im Süden das rote Corriere dello Sport vor dem dahinterliegenden Stadio. Auch die beiden Redaktionen schlossen sich zusammen, wobei der Großteil der Mitarbeiter in Rom übernommen wurde, während viele Redakteure in Bologna die Zeitung verließen und sich der Zeitung Il Resto del Carlino anschlossen. Durch die Fusion hatte Corriere dello Sport – Stadio landesweite Reichweite, wobei im Norden und besonders im Piemont die Bedeutung der beiden ortsansässigen Titel Gazzetta dello Sport und Tuttosport größer war.

## Chefredakteure
- 1942: Alberto Masprone
- 1943: Umberto Guadagno
- 1944: Pietro Petroselli
- 1947: Bruno Roghi
- 1960: Antonio Ghirelli
- 1961: Luciano Oppo
- 1972: Mario Gismondi
- 1976: Giorgio Tosatti
- 1986: Domenico Morace
- 1991: Italo Cucci
- 1995: Mario Sconcerti
- 2000: Italo Cucci
- 2002: Xavier Jacobelli
- 2003: Alessandro Vocalelli